# Vilnohirsk
Vilnohírsk (ukrainsk: Вільногíрськ, ukrainsk udtale: [wilʲnoˈɦirʲsʲk]  ( hør)) er en by i Kamjanske rajon, Dnipropetrovsk oblast (provins) i Ukraine. Den er hjemsted for administrationen af Vilnohirsk urban hromada, en af hromadaerne i Ukraine. Byen har en befolkning på omkring 22.079 (2022) indbyggere. I 2001 var indbyggertallet på 23.782.
Vilnohirsk er (sammen med Irsjansk) centrum for den ukrainske titanmalm-industri.
Indtil 18. juli 2020 var Vilnohirsk udpeget som en by af regional betydning  og hørte ikke til nogen rajon. Som en del af den administrative reform i Ukraine, der reducerede antallet af rajoner i Dnipropetrovsk oblast til syv, blev byen lagt sammen med den nyoprettede Kamjanske rajon.